# Карна (Восточный Эннеди)
Карна (фр. Karna) — деревня в Чаде, расположенная на территории региона Восточный Эннеди. Входит в состав департамента Вади-Хавар.

## География
Деревня находится в северо-восточной части Чада, в пределах южной оконечности плато Эннеди, на высоте 876 метров над уровнем моря.
Карна расположен на расстоянии приблизительно 913 километров к северо-востоку от столицы страны Нджамены. Ближайшие населённые пункты: Канва, Бир-Дван, Курди, Бугуради, Сердаба, Бердоба, Урини.
Климат деревни характеризуется как аридный жаркий (BWh в классификации климатов Кёппена).

## Транспорт
Ближайший аэропорт расположен в городе Ириба.